# Islas de Tuvalu

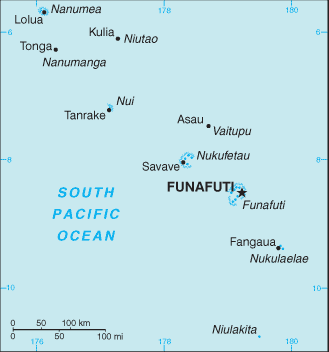
Mapa con las islas de Tuvalu.

La isla-nación oceánica de Tuvalu consiste en más de 114 islas. Estas islas se agrupan en 9 grupos, atolones o distritos.  
Los siguientes 3 atolones consisten en solo una isla:
- Nanumanga (más 5 islotes en la laguna)
- Niulakita
- Niutao (más 3 islotes en la laguna)

Los siguientes 6 atolones, consisten, cada uno, en más islas.
- Funafuti (por lo menos 30 islas)
- Nanumea (por lo menos 6 islas)
- Nui (por lo menos 21 islas)
- Nukufetau (por lo menos 33 islas)
- Nukulaelae (por lo menos 15 islas)
- Vaitupu (por lo menos 9 islas)

Por lo menos 11 islas están habitadas: las islas más grandes de los nueve atolones, más 2 islas en Funafuti